# Chileense presidentsverkiezingen 1989

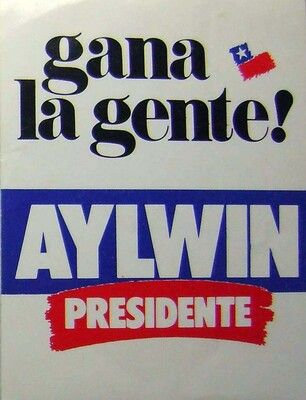
Een advertentie die oproept om op Patricio Aylwin te stemmen

De Chileense presidentsverkiezingen van 1989 vonden op 14 december van dat jaar plaats. De verkiezingen werden gewonnen door de christendemocraat Patricio Aylwin Azócar. De verkiezing van Aylwin tot president markeerde het einde van de dictatuur van president Augusto Pinochet die vanaf 1973 voortduurde. 
Op dezelfde dag werden naast presidentsverkiezingen ook parlementsverkiezingen gehouden.

## Aanloop naar de verkiezingen
Met de uitslag van het referendum van 30 juli 1989, waarin een overgrote meerderheid van de bevolking zich uitsprak voor het herstel van de democratie, zag de dictatoriale regering onder leiding van Augusto Pinochet zich gedwongen om nog voor het einde van het jaar vrije verkiezingen uit te schrijven. Voor het eerst sinds 1970 zouden er zowel presidents- als parlementsverkiezingen worden gehouden. 

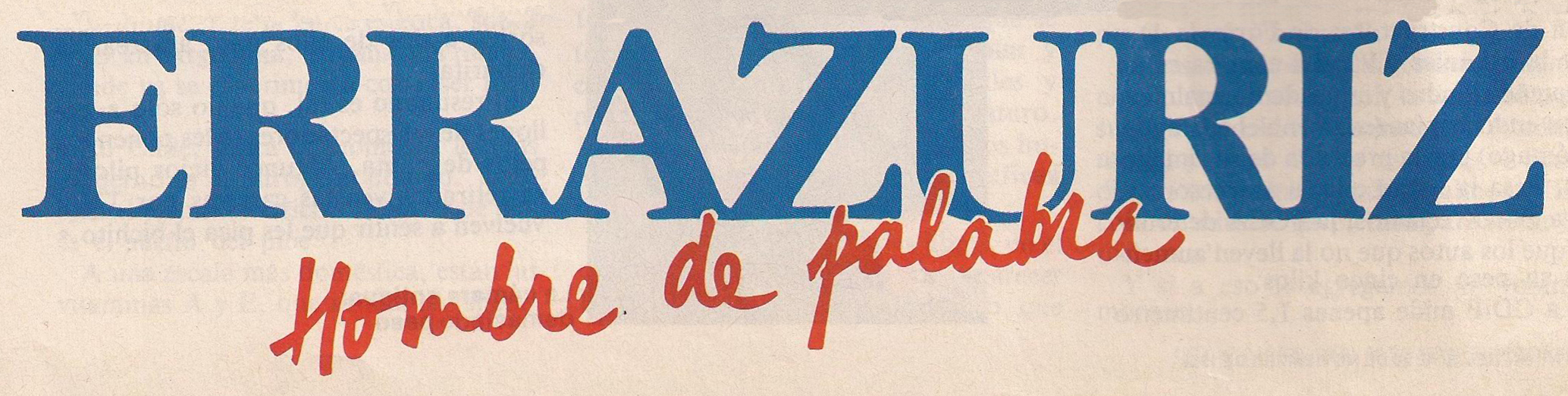
Oproep om op Francisco Javier Errázuriz Talavera te stemmen

In aanloop naar de presidentsverkiezingen melden zich drie kandidaten: 

### Centrum en centrumlinks
Patricio Aylwin, die gesteund werd door de Concertación de Partidos por la Democracia (Coalitie van Partijen voor de Democratie), waar onder meer de Partido Socialista (PS) en Aylwin's eigen Partido Demócrata Cristiano (PDC) deel van uitmaakten. 

### Centrum en centrumrechts

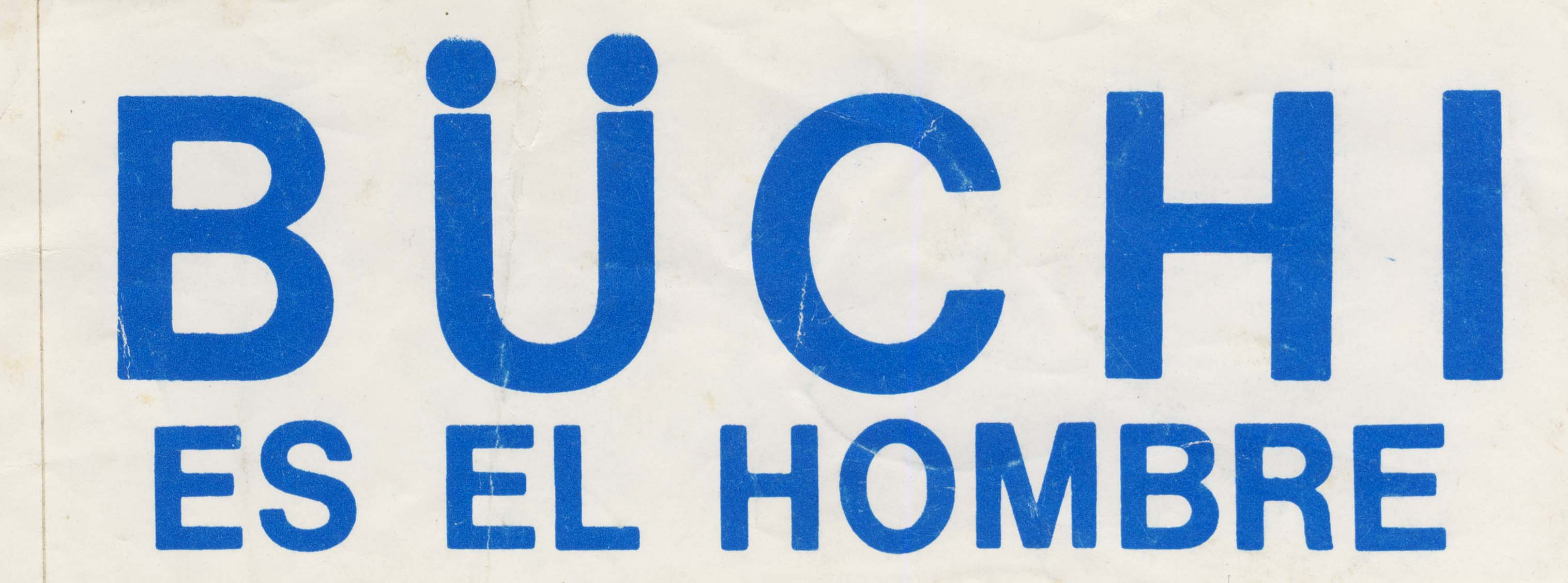
Campagneposter van Hernán Büchi

Francisco Javier Errázuriz Talavera, een partijloos politicus en succesvol zakenman, werd gesteund door enkele centrumrechtse partijen. 

### Centrumrechts en rechts
Hernán Büchi, die evenals Errázuriz partijloos was, was duidelijk de meest rechtse kandidaat. Hij was de favoriet van de militaire machthebbers en was tussen 1985 en 1987 tweemaal minister van Financiën geweest. 

## Uitslag
Omdat Aylwin meer dan de helft van de stemmen kon worden volstaan met één ronde.

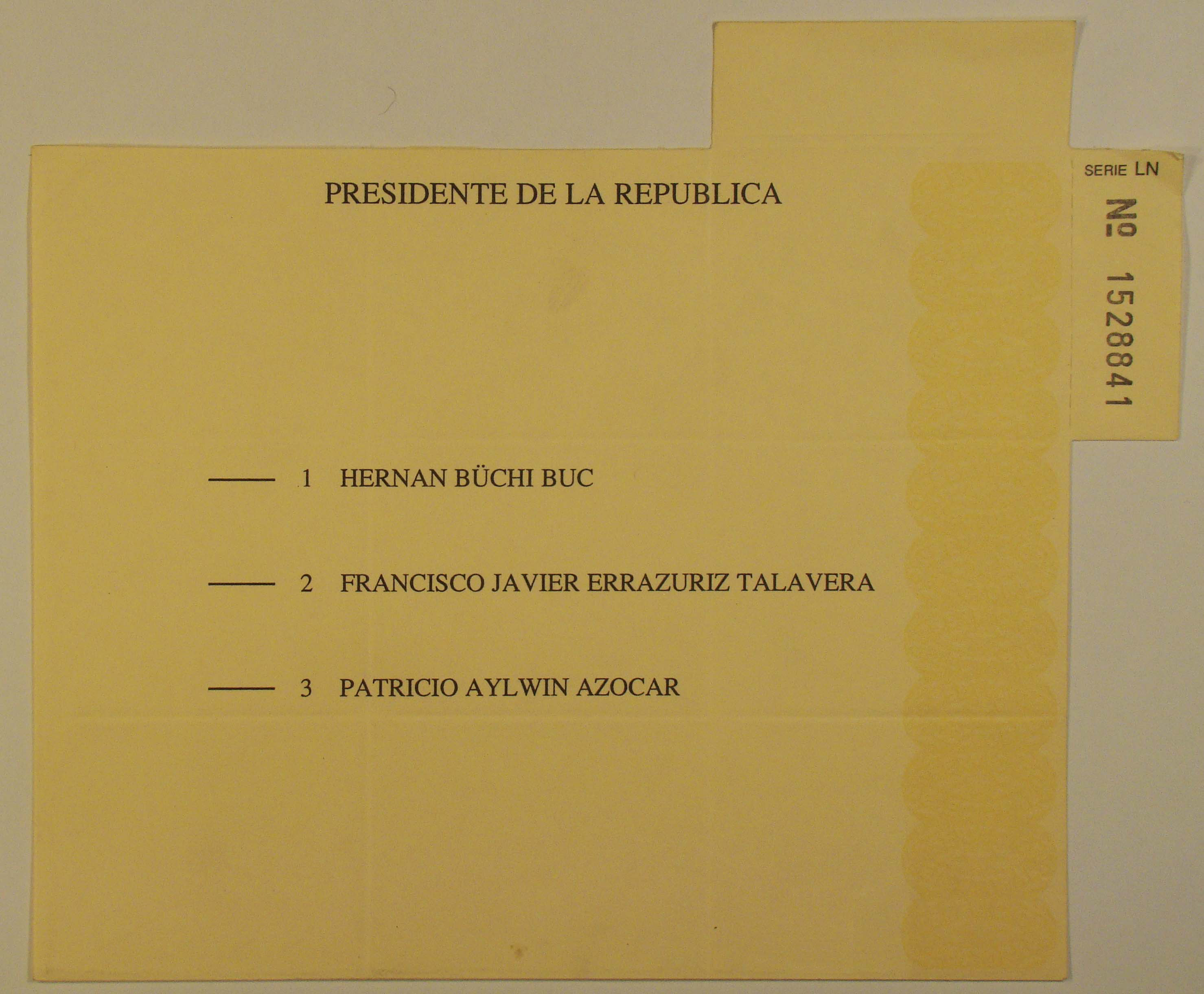
Het stembiljet dat bij de presidentsverkiezingen van 1989 werd gebruikt

| Kandidaat               | Kandidaat               | Kandidaat                           | Partij                  | Partij                      | Coalitie                | Coalitie                                   | Stemmen   | Percentage           |
| ----------------------- | ----------------------- | ----------------------------------- | ----------------------- | --------------------------- | ----------------------- | ------------------------------------------ | --------- | -------------------- |
|                         |                         | Hernán Büchi Buc                    |                         | Onafh.                      |                         | Democracia y Progreso DR                   | 2.052.116 | 29,40%               |
|                         |                         | Francisco Javier Errázuriz Talavera |                         | Onafh.                      |                         | Liberal-Socialista Chileno AN-PN-SUR       | 1.077.172 | 15,43%               |
|                         |                         | Patricio Aylwin Azócar              |                         | Partido Demócrata Cristiano |                         | Concertación de Partidos por la Democracia | 3.850.571 | 55,17%               |
| Totaal geldige stemmen  | Totaal geldige stemmen  | Totaal geldige stemmen              | Totaal geldige stemmen  | Totaal geldige stemmen      | Totaal geldige stemmen  | Totaal geldige stemmen                     | 6.979.859 | 97,50%               |
| Ongeldige stemmen       | Ongeldige stemmen       | Ongeldige stemmen                   | Ongeldige stemmen       | Ongeldige stemmen           | Ongeldige stemmen       | Ongeldige stemmen                          | 103.631   | 01,45%               |
| Blanco stemmen          | Blanco stemmen          | Blanco stemmen                      | Blanco stemmen          | Blanco stemmen              | Blanco stemmen          | Blanco stemmen                             | 75.237    | 01,05%               |
| Totaal                  | Totaal                  | Totaal                              | Totaal                  | Totaal                      | Totaal                  | Totaal                                     | 7.158.727 | 100%                 |
| Aantal stemgerechtigden | Aantal stemgerechtigden | Aantal stemgerechtigden             | Aantal stemgerechtigden | Aantal stemgerechtigden     | Aantal stemgerechtigden | Aantal stemgerechtigden                    | 7.557.537 | Onthoudingen: 05,28% |
| Bron:                   |                         |                                     |                         |                             |                         |                                            |           |                      |